# Eugène-Laurent Berher
Eugène-Laurent Berher ( * 1822 - 1900 ) fue un naturalista botánico francés.

## Algunas publicaciones
- 1856. Météorologie statistique pour l'année 1855. Résultats des observations faites à Épinal. Ed. Impr. de Vve Gley. 16 pp.

## Libros
- Berher, E-L; A Mougeot, R Ferry et Roumeguère. 1887. La flore des Vosges. Ed. Epinal: Impr. E. Busy. 654 pp.

- La abreviatura «Berher» se emplea para indicar a Eugène-Laurent Berher como autoridad en la descripción y clasificación científica de los vegetales.[1]